# Cmentarz wojenny nr 178 – Woźniczna
Cmentarz wojenny nr 178 w Woźnicznej – zabytkowy cmentarz z I wojny światowej znajdujący się we wsi Woźniczna w województwie małopolskim, w powiecie tarnowskim, w gminie Pleśna. Jest jednym z 400 zachodniogalicyjskich cmentarzy wojennych zbudowanych przez Oddział Grobów Wojennych C. i K. Komendantury Wojskowej w Krakowie. W VI okręgu tarnowskim cmentarzy tych jest 62.

## Opis cmentarza
Cmentarz znajduje się na północno-zachodnim stoku Słonej Góry; na skraju lasu, z dala od zabudowań. Zaprojektował go Heinrich Scholz, został zbudowany na planie koła o średnicy ok. 18 m. Jego centralne miejsce zajmuje kurhan (tumulus) z wysokim drewnianym krzyżem łacińskim, pełniącym rolę pomnika centralnego. Otacza go niski kamienny murek zwieńczony krenelażem. W zamyśle projektanta ma on przypominać mur obronny. W obrębie kopca znajdują się 4 zbiorowe mogiły, w których pochowano 75 żołnierzy rosyjskich. W kręgu wokół kurhanu ustawiono nagrobki w postaci betonowych steli zwieńczonych żeliwnymi krzyżami. Nagrobki żołnierzy rosyjskich wieńczy krzyż dwuramienny, a pozostałe jednoramienny. Na stelach zamocowano blaszane tabliczki z inskrypcją. Jedna ze stel jest inna – ma półokrągłe zakończenie z dwuramiennym krzyżem i tabliczkę informującą o liczbie pochowanych.

## Polegli
W sześciu grobach zbiorowych i 24 pojedynczych pochowano łącznie 128 żołnierzy, w tym 116 armii rosyjskiej i 12 żołnierzy armii austro-węgierskiej. Na tabliczkach stel z dwuramiennymi (rosyjskimi) krzyżami jest data 1914, co sugeruje, że żołnierze rosyjscy polegli w tym roku. Wszyscy są nieznani. Wśród żołnierzy armii austro-węgierskiej z nazwiska znanych jest 10. Wszyscy polegli w maju 1915 r., a więc podczas bitwy pod Gorlicami. Walczyli oni w:
- 2 Tyrolskim Pułku Strzelców Cesarskich (niem. 2. Regiment der Tiroler Kaiserjäger) z okręgiem uzupełnień – w Brixen (wł. Bressanone),
- 59 Pułku Piechoty Austro-Węgier (niem. Salzburg-oberösterreichisches Infanterieregiment Nr. 59) z okręgiem uzupełnień  w Salzburgu,
- 82 Pułku Piechoty Austro-Węgier (niem. Ungarisches Infanterieregiment Nr. 82) z okręgiem uzupełnień w Székelyudvarhely, obecnie Odorheiu Secuiesc w Rumunii.

## Losy cmentarza
Po II wojnie ranga cmentarza w świadomości społeczeństwa i ówczesnych władz zmalała, przybyły bowiem nowe, świeższe cmentarze i dramatyczne historie nowej wojny. Cmentarz ulegał w naturalny sposób niszczeniu przez czynniki pogody i roślinność. Dopiero w latach 90. zaczęto odnawiać cmentarze z I wojny.  Cmentarz nr 178 był remontowany. Nie odtworzono go jednak całkowicie w pierwotnej formie. Na archiwalnych zdjęciach widać, że posiadał ogrodzenie w postaci kamiennego muru i wejście z furtką między dwoma wysokimi, murowanymi słupkami. W 2017 r. część kamieni z rozebranego muru ułożono wokół murku centralnego kopca.